# Sclarita
La sclarita és un mineral de la classe dels carbonats. Rep el seu nom en honor del professor de geologia estatunidenc Charles Bertram Sclar (1925-2001).

## Característiques
La sclarita és un carbonat de fórmula química Zn₇(CO₃)₂(OH)10. Cristal·litza en el sistema monoclínic. Els cristalls mesuren fins a 0,2 mm, són laminars en {001} i allargats al llarg de [010], els agregats són més o menys esferulítics. La seva duresa a l'escala de Mohs és de 3 a 4.
Segons la classificació de Nickel-Strunz, la sclarita pertany a «05.BA: Carbonats amb anions addicionals, sense H₂O, amb Cu, Co, Ni, Zn, Mg, Mn» juntament amb els següents minerals: atzurita, georgeïta, glaucosferita, kolwezita, malaquita, mcguinnessita, nul·laginita, pokrovskita, rosasita, zincrosasita, txukanovita, auricalcita, hidrozincita, holdawayita, defernita i loseyita.

## Formació i jaciments
La sclarita va ser descoberta a la mina Franklin, al Comtat de Sussex (Nova Jersey, Estats Units). També ha estat descrita a la mina Bolesław (Voivodat de Petita Polònia, Polònia) i la mina Serpieri, a Làurion (Àtica, Grècia).
Sol trobar-se associada amb els següents minerals: gageïta, leucofenicita, clorofenicita, rodocrosita, wil·lemita, zincita i franklinita.